# Valle de Losa
Valle de Losa és un municipi de la província de Burgos a la comunitat autònoma de Castella i Lleó. Forma part de la comarca de Las Merindades. Limita al nord amb Mena i Àlaba; al sud amb Tobalina; a l'est amb la Junta de Villalba de Losa; i a l'oest amb la Junta de Traslaloma i Medina.

## Demografia
| 1991 |  | 2000 |  | 2001 |  | 2002 |  | 2003 |  | 2004 |  | 2005 |  | 2006 |  | 2007 |
| ---- |  | ---- |  | ---- |  | ---- |  | ---- |  | ---- |  | ---- |  | ---- |  | ---- |
| 741  |  | 670  |  | 665  |  | 651  |  | 631  |  | 621  |  | 611  |  | 610  |  | 612  |